# Amtsgericht Bützow

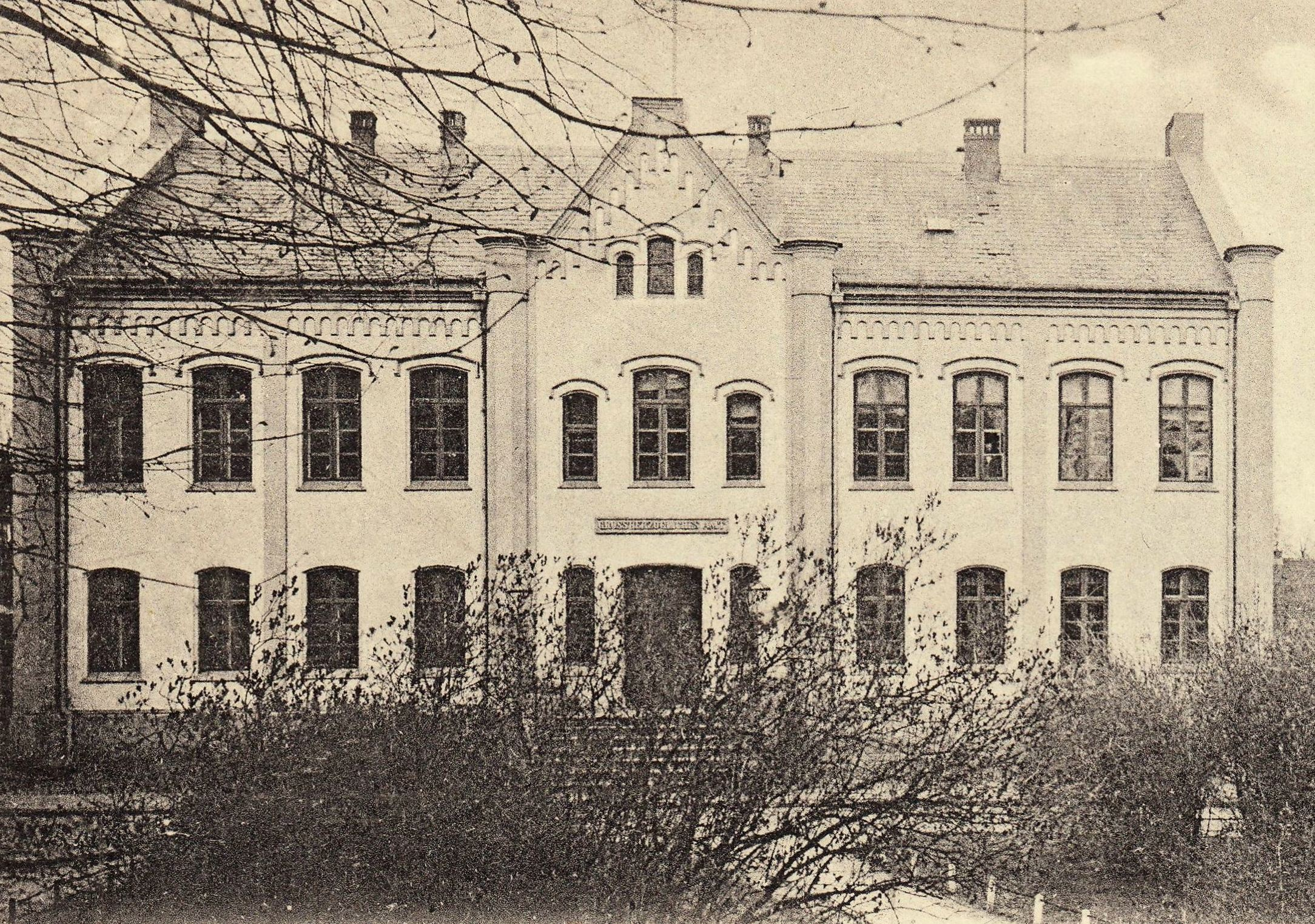
Großherzogliches Amtshaus um 1890

Das ehemalige Großherzoglich Mecklenburgische Amtsgericht Bützow war ein Gericht  der ordentlichen Gerichtsbarkeit des Landes Mecklenburg-Vorpommern, das zum Bezirk des Landgerichts Rostock gehörte. Es befand sich im historischen Großherzoglichen Amtshaus am Schlossplatz  3 in Bützow.

## Geschichte

### Mecklenburg-Schwerin
In Bützow befand sich bis 1879 das Criminal-Collegium Bützow. Eingangsgerichte in Bützow waren das großherzogliche Amtsgericht Bützow und Rühn, das großherzogliche Stadtgericht Bützow, der Stadtrat von Bützow als Magistratsgericht und Patrimonialgerichte. Im Rahmen der Reichsjustizgesetze wurde diese und die anderen bestehenden Gerichte des Großherzogtums Mecklenburg-Schwerin aufgelöst und Amts-, Landes- und Oberlandesgerichte gebildet. Das Amtsgericht Bützow war dem Landgericht Güstrow und dem Oberlandesgericht Rostock nachgeordnet. Am Gericht bestanden 1880 zwei Richterstelle. Das Amtsgericht war damit das zweitgrößte Amtsgericht im Landgerichtsbezirk.
Sein Gerichtsbezirk umfasste die Stadt Bützow und das Domanialamt Bützow-Rühn und Teile des ritterschaftlichen Amtes Bukow (Groß Belitz, Klein Belitz, Berendshagen und Dolglas, Klein Gischow, Gnemern, Klein Gnemern, Hohen Luckow und Neukirchen), des ritterschaftlichen Amtes Crivitz (Dreetz, Langensee, Peetsch und Ziebühl), des ritterschaftlichen Amtes Mecklenburg (Groß Gischow, Katelbogen mit Gralow, Moisall mit Moorhagen, Reinstorf, Scheppendorf, Steinhagen, Kurzen Trechow, Langen Trechow und Viezen), des ritterschaftlichen Amtes Schwaan (Boldenstorf und Wokrent) und des ritterschaftlichen Amtes Schwerin (Diedrichshof).

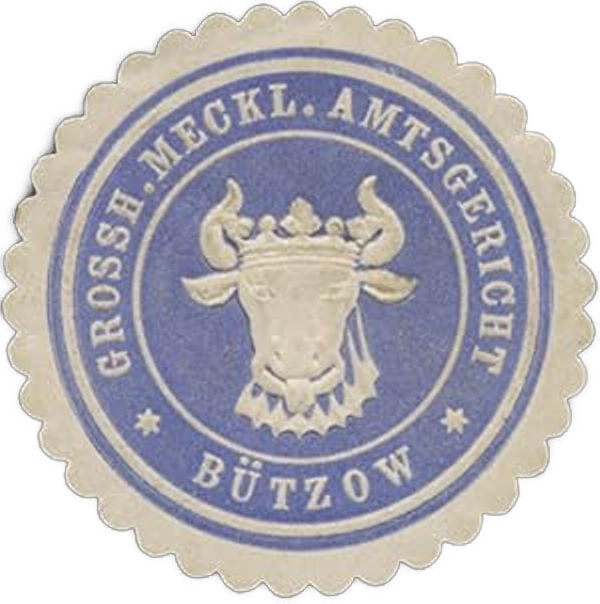
Siegel des Großherzoglich Mecklenburgisches  Amtsgericht Bützow um 1890
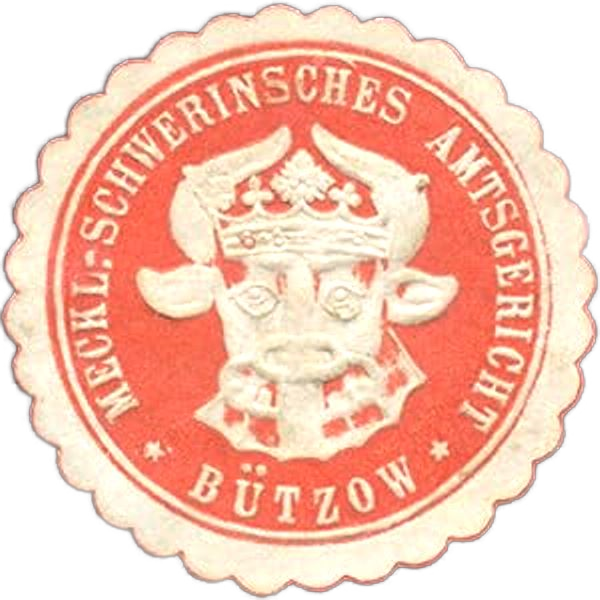
Siegel des Mecklenburg-Schwerinschen Amtsgericht Bützow um 1920

### DDR
In der DDR wurden die Amtsgerichte 1952 aufgelöst und einheitlich Kreisgerichte gebildet. In Bützow entstand so das Kreisgericht Bützow, welches dem Bezirksgericht Schwerin nachgeordnet war. Gerichtssprengel war der Kreis Bützow.

### Nach dem Jahr 1989
Nach dem Zusammenbruch der DDR wurden die Kreisgerichte wieder aufgehoben und erneut Amtsgerichte gebildet. Das Gericht hatte seinen Sitz in der Stadt Bützow. Der Gerichtsbezirk umfasste das Gebiet des damaligen Landkreises Bützow. Dem Amtsgericht Bützow war das Landgericht Rostock übergeordnet. Zuständiges Oberlandesgericht war das Oberlandesgericht Rostock.
Am 31. Dezember 1997 wurde das Gericht aufgehoben und in eine Zweigstelle des Amtsgerichts Güstrow umgewandelt. Die Zweigstelle wurde am 26. Juli 1999 geschlossen.

## Gebäude
Das Gericht befand sich bis zur Auflösung des Landkreises Bützow in einem 1854 erbauten, denkmalgeschützten Gebäude unter der Anschrift Schloßplatz 3. In dem in unmittelbarer Nähe zum Schloss Bützow befindlichen Gebäude ist heutzutage ein Schulhort untergebracht. Bis zu seiner Aufhebung befand sich das Amtsgericht unter der Anschrift Schloßplatz 7.